# Yol
Yol é um filme de drama turco de 1982 dirigido e escrito por Yılmaz Güney e Şerif Gören. Foi selecionado como representante da Suíça à edição do Oscar 1983, organizada pela Academia de Artes e Ciências Cinematográficas.

## Elenco
- Tarık Akan
- Halil Ergün
- Şerif Sezer
- Meral Orhonsay